# Canton de La Bâtie-Neuve
Le canton de La Bâtie-Neuve est une ancienne division administrative française située dans le département des Hautes-Alpes et la région Provence-Alpes-Côte d'Azur.

## Géographie
Ce canton était organisé autour de La Bâtie-Neuve dans l'arrondissement de Gap. Son altitude variait de 608 m (Valserres) à 2 420 m (La Bâtie-Neuve) pour une altitude moyenne de 877 m.

## Histoire
Le canton a été supprimé à la suite du redécoupage des cantons du département et du décret du 20 février 2014. Après les élections départementales de 2015, les communes d'Avançon, La Bâtie-Vieille, Rambaud, Saint-Étienne-le-Laus et Valserres sont rattachées au canton de Tallard tandis que les communes de La Bâtie-Neuve, Montgardin et La Rochette sont rattachées au canton de Chorges.

## Représentation

### Conseillers généraux de 1833 à 2015
| Période | Période                                 | Identité                          | Étiquette                  | Qualité                                                                                             |
| ------- | --------------------------------------- | --------------------------------- | -------------------------- | --------------------------------------------------------------------------------------------------- |
| 1833    | 1852                                    | Gustave Davin                     |                            | Propriétaire et notaire à La Bâtie-Neuve, juge de paix de Ribiers                                   |
| 1852    | 1867                                    | Hippolyte Davin                   |                            | Propriétaire à La Bâtie-Neuve                                                                       |
| 1867    | 1871                                    | François Meissonnier              |                            | Propriétaire et notaire à La Batie-Neuve                                                            |
| 1871    | 1886 (décès)                            | Jules Tanc                        | Droite                     | Propriétaire, maire de Gap                                                                          |
| 1886    | 1910 (démission) (élu à Barcillonnette) | Balthazar Blanc                   | GD                         | Docteur en médecine à Gap Député (1910-1912) Sénateur (1912-1921)                                   |
| 1910    | 1937                                    | Joseph Escallier fils (1868-1948) | RG                         | Notaire - Maire de La Bâtie-Neuve                                                                   |
| 1937    | 1940                                    | Jean Aubin                        | PDP                        | Maire de Saint-Étienne-le-Laus depuis 1929 Nommé conseiller départemental en 1942                   |
|         |                                         |                                   |                            | |
| 1945    | 1985                                    | Jean Aubin                        | MRP puis CNIP puis UDF-CDS | Agriculteur Maire de Saint-Étienne-le-Laus (1929-1983) Député (1951-1955), Sénateur (1968-1971)     |
| 1985    | 1998                                    | Jean-Marie Achard                 | DVD puis UDF-FD            | Dirigeant d'entreprise à La Bâtie-Neuve                                                             |
| 1998    | 2015                                    | Joël Bonnaffoux                   | PS                         | Maire de La Bâtie-Neuve depuis 2008 Président de la Communauté de Communes de la vallée de l'Avance |

### Conseillers d'arrondissement (de 1833 à 1940)
| Période                                  | Période | Identité                          | Étiquette   | Qualité |
| ---------------------------------------- | ------- | --------------------------------- | ----------- | --- |
| 1833                                     | 1845    | M. Provensal                      |             | Propriétaire à La Bâtie-Neuve                                                                               |
| 1845                                     | 1848    | M. Meissonnier                    |             | Notaire à La Bâtie-Neuve                                                                                    |
|                                          |         |                                   |             | |
| 1886                                     |         | Joseph Escallier père (1842-1911) | Républicain | Notaire, maire de La Bâtie-Neuve, suppléant du juge de paix                                                 |
|                                          |         |                                   |             | |
|                                          | 1940    | M. Queyrel                        | SFIO        | |
| 1940                                     |         |                                   |             | Les conseils d'arrondissement ont été suspendus par la loi du 12 octobre 1940 et n'ont jamais été réactivés |
| Les données manquantes sont à compléter. |         |                                   |             | |

## Composition
Le canton de Bâtie-Neuve regroupait huit communes :
| Nom                        | Code Insee | Intercommunalité             | Superficie (km2) | Population (dernière pop. légale) | Densité (hab./km2) |
| -------------------------- | ---------- | ---------------------------- | ---------------- | --------------------------------- | ------------------ |
| La Bâtie-Neuve (chef-lieu) | 05017      | CC Serre-Ponçon Val d'Avance | 27,99            | 2 468 (2014)                      | 88                 |
| Avançon                    | 05011      | CC Serre-Ponçon Val d'Avance | 22,57            | 403 (2014)                        | 18                 |
| La Bâtie-Vieille           | 05018      | CC Serre-Ponçon Val d'Avance | 9,05             | 331 (2014)                        | 37                 |
| Montgardin                 | 05084      | CC Serre-Ponçon Val d'Avance | 15,32            | 461 (2014)                        | 30                 |
| Rambaud                    | 05113      | CC Serre-Ponçon Val d'Avance | 10,71            | 373 (2014)                        | 35                 |
| La Rochette                | 05124      | CC Serre-Ponçon Val d'Avance | 10,34            | 475 (2014)                        | 46                 |
| Saint-Étienne-le-Laus      | 05140      | CC Serre-Ponçon Val d'Avance | 8,66             | 301 (2014)                        | 35                 |
| Valserres                  | 05176      | CC Serre-Ponçon Val d'Avance | 11,92            | 243 (2014)                        | 20                 |

## Démographie
| 1962  | 1968  | 1975  | 1982  | 1990  | 1999  | 2006  | 2011  | 2012  |
| ----- | ----- | ----- | ----- | ----- | ----- | ----- | ----- | ----- |
| 1 921 | 1 879 | 1 949 | 2 449 | 3 150 | 3 704 | 4 177 | 4 931 | 4 963 |